# NGC 5762
NGC 5762 is een spiraalvormig sterrenstelsel in het sterrenbeeld Ossenhoeder. Het hemelobject werd op 22 mei 1886 ontdekt door de Amerikaanse astronoom Lewis A. Swift.

## Synoniemen
- UGC 9535
- MCG 2-38-14
- ZWG 76.63
- PGC 52887